# Нікеліно
Нікеліно (італ. Nichelino, п'єм. Ël Niclin) — муніципалітет в Італії, у регіоні П'ємонт,  метрополійне місто Турин.
Нікеліно розташоване на відстані близько 530 км на північний захід від Рима, 9 км на південний захід від Турина.
Населення — 48 265 осіб (2014).
Щорічний фестиваль відбувається 21 вересня. Покровитель — San Matteo.

## Демографія
Населення за роками:

Станом на 1 січня 2023 року в муніципалітеті офіційно проживало 3089 іноземців з 81 країни, серед них 1832 громадяни країн Євросоюзу та 35 громадян України.

## Сусідні муніципалітети
- Бейнаско
- Кандіоло
- Монкальєрі
- Орбассано
- Турин
- Віново